# Straight Between the Eyes
| 전문가 평가                      | 전문가 평가 |
| 평가 점수                        | 평가 점수   |
| 출처                             | 점수        |
| -------------------------------- | ----------- |
| AllMusic                         | [ 1 ]       |
| Collector's Guide to Heavy Metal | 8/10        |
| Rolling Stone                    | [ 3 ]       |

《Straight Between the Eyes》는 1982년 6월 10일에 발매된 영국의 하드 록 밴드 레인보우의 여섯 번째 스튜디오 음반이다. 1999년 5월, 리마스터드 CD가 발매되었는데, 오리지널 바이닐을 복제한 포장이 들어있었다.

## 배경
이 밴드의 라인업은 전년도 《Difficult to Cure》 음반과 동일하지만, 키보드에서 돈 에어리를 대신한 데이비드 로젠탈은 예외이다.
그 제목은 제프 벡이 지미 헨드릭스를 리치 블랙모어로 묘사한 구절에서 따온 것으로 전해진다.
그 소매술은 영국의 예술가 제프 커민스와 힙노시스가 쓴 것이다. 오리지널 바이닐 판에는 가사가 안쪽 소매에 인쇄되어 있었다.

## 투어
이 투어는 무대 세트의 일부로 움직이는 거대한 기계 눈을 특징으로 하며, 동공으로부터 스포트라이트를 비춘다. 이 내용은 《Live Between the Eyes》 비디오 발매에서 확인할 수 있다. 이 투어는 광범위하긴 하지만 영국 팬들과 어깨를 나란히 한 영국은 포함되지 않았다.

## 곡 목록
모든 곡들은 특별한 언급이 없는 한 리치 블랙모어, 조 린 터너 그리고 로저 글로버에 의해 작사/작곡하였다.
| #  | 제목                                  | 작사·작곡      | 재생 시간 |
| -- | ------------------------------------- | -------------- | --------- |
| 1. | 〈Death Alley Driver〉                | 블랙모어, 터너 | 4:42      |
| 2. | 〈Stone Cold〉                        |                | 5:17      |
| 3. | 〈Bring On the Night (Dream Chaser)〉 |                | 4:06      |
| 4. | 〈Tite Squeeze〉                      |                | 3:15      |
| 5. | 〈Tearin' Out My Heart〉              |                | 4:03      |

| #  | 제목                | 작사·작곡                       | 재생 시간 |
| -- | ------------------- | ------------------------------- | --------- |
| 6. | 〈Power〉           |                                 | 4:26      |
| 7. | 〈MISS Mistreated〉 | 블랙모어, 터너, 데이비드 로젠탈 | 4:27      |
| 8. | 〈Rock Fever〉      | 블랙모어, 터너                  | 3:50      |
| 9. | 〈Eyes of Fire〉    | 블랙모어, 터너, 바비 론디넬리   | 6:37      |